# Židovská lípa
Židovská lípa je památný strom rostoucí v Liberci.

## Poloha a historie

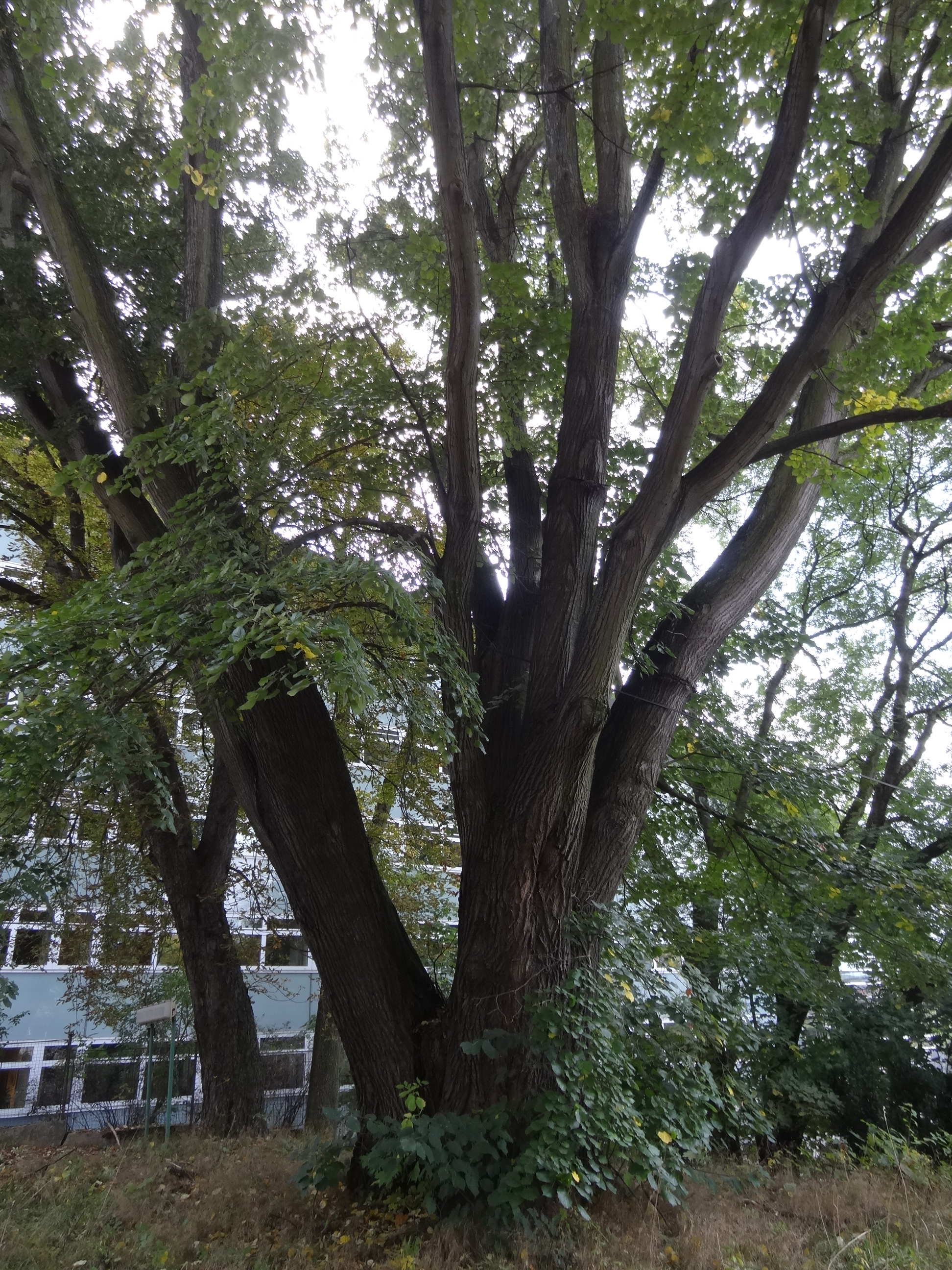
Kmen Židovské lípy v říjnu 2017

Strom se nachází v centrální části města, při severní straně moderní budovy krajské vědecké knihovny, vybudované na místě někdejší Staré synagogy, nicméně úzce propojená s objektem liberecké Nové synagogy. Východně od památného stromu se nachází katastrální úřad Libereckého kraje a za ním objekt Ekonomické fakulty Technické univerzity Liberec.
O zařazení stromu mezi památné rozhodl magistrát města Liberec, který 3. září 2008 vydal příslušný dokument, jenž nabyl právní moci ke dni 27. září 2008.

## Popis
Památný strom je lípa obecná (Tilia x vulgaris Hayne) dosahující výšky 28,5 metru a obvod jejího kmene činí 555 centimetrů. Kolem stromu bylo zřízeno ochranné pásmo, jež zahrnuje část pozemku číslo 540/2 v katastrálním území Liberec.